# Boalmari
Boalmari (en bengali : বোয়ালমারী) est une upazila du Bangladesh dans le district de Faridpur. En 1991, on y dénombrait 190 159 habitants.